# Danh sách tỉnh cũ Việt Nam
Danh sách này liệt kê các tỉnh thành và đặc khu cũ đã từng tồn tại ở Việt Nam, tính từ năm 1830 đến nay. Có rất nhiều tỉnh bị giải thể nhưng sau đó được tái lập lại một thời gian rồi sau đó lại bị giải thể, vì vậy danh sách này sẽ chỉ liệt kê năm thành lập lần đầu tiên và năm giải thể lần cuối cùng.

## Trước 1976
| Tên tỉnh                     | Năm thành lập   | Năm giải thể | Thuộc địa phận ngày nay                              | Chú thích |
| ---------------------------- | --------------- | ------------ | ---------------------------------------------------- | --- |
| An Xuyên                     | 1956            | 1976         | Cà Mau                                               | |
| Bà Rịa                       | 1899            | 1956         | Thành phố Hồ Chí Minh, Đồng Nai                      | |
| Bà Rịa – Chợ Lớn             | 1951            | 1954         | Thành phố Hồ Chí Minh, Tây Ninh                      | Có tên gọi Bà Chợ |
| Ba Xuyên                     | 1956            | 1975         | Cần Thơ, Cà Mau                                      | Do chính quyền Việt Nam Cộng Hòa thành lập do hợp nhất hai tỉnh Sóc Trăng và Bạc Liêu. Đến năm 1964, phần đất thuộc tỉnh Bạc Liêu trước đây được tách ra để tái lập tỉnh Bạc Liêu, phần còn lại tương ứng với tỉnh Sóc Trăng trước năm 1956 nhưng vẫn giữ nguyên tên gọi là tỉnh Ba Xuyên. Chính quyền cách mạng không công nhận tên gọi tỉnh Ba Xuyên mà vẫn gọi theo tên cũ là tỉnh Sóc Trăng. |
| Biên Hòa                     | 1832            | 1975         | Đồng Nai, Thành phố Hồ Chí Minh                      | |
| Bình Long                    | 1956            | 1975         | Đồng Nai                                             | |
| Bình Tuy                     | 1956            | 1976         | Lâm Đồng                                             | |
| Đặc khu Cam Ranh             | 1965            | 1975         | Khánh Hòa                                            | |
| Châu Đốc                     | 1899            | 1975         | An Giang, Đồng Tháp                                  | |
| Chợ Lớn                      | 1899            | 1956         | Thành phố Hồ Chí Minh, Tây Ninh                      | |
| TP. Chợ Lớn                  | 1965            | 1931         | Thành phố Hồ Chí Minh                                | |
| Chương Thiện                 | 1961            | 1976         | Cần Thơ, An Giang, Cà Mau                            | |
| Côn Sơn / Côn Đảo            | 1956            | 1974         | Thành phố Hồ Chí Minh                                | Có tên gọi Cơ sở hành chính Côn Sơn (1965 – 1974) |
| Định Tường                   | 1832            | 1975         | Đồng Tháp                                            | Tỉnh thành lập từ năm 1832. Tỉnh bị mất tên gọi từ năm 1869 (do đổi thành tỉnh Mỹ Tho) sau khi Thực dân Pháp xâm chiếm tỉnh này. Tỉnh được chính quyền Việt Nam Cộng Hòa tái lập lại do hợp nhất hai tỉnh Mỹ Tho và Gò Công. Đến năm 1963, phần đất thuộc tỉnh Gò Công trước đây được tách ra để tái lập tỉnh Gò Công, phần còn lại gần tương ứng với tỉnh Mỹ Tho trước năm 1956 nhưng vẫn giữ nguyên tên gọi là tỉnh Định Tường. Chính quyền cách mạng không công nhận tên gọi tỉnh Định Tường mà vẫn gọi theo tên cũ là tỉnh Mỹ Tho. |
| Đồng Nai Thượng              | 1899            | 1957         | Lâm Đồng                                             | |
| Gia Định                     | 1832            | 1975         | Thành phố Hồ Chí Minh, Tây Ninh, Đồng Nai, Đồng Tháp | Có tên gọi Phiên An (1832 – 1835) |
| Gia Định Ninh                | 1951            | 1954         | Thành phố Hồ Chí Minh, Tây Ninh                      | |
| Gò Công                      | 1899            | 1976         | Đồng Tháp                                            | |
| Hà Đông                      | 1902            | 1965         | Hà Nội                                               | Có tên gọi Cầu Đơ (1902 – 1904) |
| Hà Tiên                      | 1832            | 1956         | An Giang, Cà Mau                                     | |
| Hải Ninh                     | 1906            | 1963         | Quảng Ninh, Lạng Sơn                                 | |
| Hậu Nghĩa                    | 1963            | 1976         | Tây Ninh, Thành phố Hồ Chí Minh                      | |
| Đặc khu Hồng Gai             | 1949            | 1955         | Quảng Ninh                                           | |
| Khu Hồng Quảng               | 1955            | 1963         | Quảng Ninh, Hải Phòng                                | |
| Hưng Hóa                     | 1831            | 1891         | Phú Thọ, Sơn La, Điện Biên, Lai Châu, Lào Cai        | Tên gọi Hưng Hóa tiếp tục tồn tại đến năm 1903 thì được đổi tên thành tỉnh Phú Thọ. |
| Kiến An                      | 1888            | 1962         | Hải Phòng                                            | có tên gọi Phù Liễn (1902 – 1906) |
| Kiến Hòa                     | 1956            | 1975         | Vĩnh Long                                            | Do chính quyền Việt Nam Cộng Hoà đổi tên từ tỉnh Bến Tre. Chính quyền cách mạng không công nhận tên gọi tỉnh Kiến Hòa mà vẫn gọi theo tên cũ là tỉnh Bến Tre. |
| Kiến Phong                   | 1956            | 1976         | Đồng Tháp                                            | Nguyên là đất thuộc tổng Phong Thạnh, huyện Kiến Phong, tỉnh Định Tường thời nhà Nguyễn. Đến thời Pháp thuộc đất đai được chia lại cho các tỉnh Châu Đốc, Long Xuyên, Sa Đéc. Khi mới thành lập tỉnh có tên là tỉnh Phong Thạnh. Năm 1956, chính quyền cách mạng cũng thành lập tỉnh Kiến Phong như chính quyền Việt Nam Cộng hòa, đến năm 1974 thì giải thể. |
| Kiến Tường                   | 1956            | 1976         | Tây Ninh, Đồng Tháp                                  | Nguyên là quận Mộc Hóa tách ra từ tỉnh Tân An. Khi mới thành lập tỉnh có tên là tỉnh Mộc Hoá. Năm 1957, chính quyền cách mạng cũng thành lập tỉnh Kiến Tường như chính quyền Việt Nam Cộng hòa, đến năm 1976 thì giải thể, hợp nhất với tỉnh Long An, một phần tỉnh Hậu Nghĩa thành tỉnh Long An mới. |
| Lâm Viên                     | 1916            | 1957         | Lâm Đồng                                             | |
| Long Châu Hà                 | 1950            | 1976         | An Giang                                             | |
| Long Châu Hậu                | 1947            | 1950         | An Giang                                             | |
| Long Châu Sa                 | 1951            | 1954         | An Giang, Đồng Tháp                                  | |
| Long Châu Tiền               | 1947            | 1976         | Đồng Tháp, An Giang                                  | |
| Long Khánh                   | 1956            | 1975         | Đồng Nai                                             | |
| Long Xuyên                   | 1899            | 1956         | An Giang, Cần Thơ, Đồng Tháp                         | |
| Lục Nam                      | 1889            | 1891         | Bắc Ninh                                             | |
| Mỹ Tho                       | 1899            | 1976         | Đồng Tháp, Vĩnh Long                                 | có tên gọi Tân Mỹ Gò (1951 – 1954) |
| Nghĩa Lộ                     | 1962            | 1975         | Lào Cai                                              | |
| Phan Rang                    | 1901            | 1913         | Khánh Hòa                                            | Năm 1922, tỉnh Phan Rang được tái lập và đổi tên thành tỉnh Ninh Thuận. |
| Phong Dinh                   | 1956            | 1976         | Cần Thơ                                              | |
| Phú Bổn                      | 1962            | 1975         | Gia Lai, Đắk Lắk                                     | |
| Đặc khu Phú Quốc             | 1956            | 1975         | An Giang                                             | |
| Phúc Yên                     | 1901            | 1950         | Phú Thọ, Hà Nội                                      | Có tên gọi Phù Lỗ (1901 – 1904) |
| Phước Long                   | 1956            | 1975         | Đồng Nai, Thành phố Hồ Chí Minh, Lâm Đồng            | |
| Phước Thành                  | 1959            | 1965         | Thành phố Hồ Chí Minh, Đồng Nai                      | |
| Phước Tuy                    | 1956            | 1975         | Thành phố Hồ Chí Minh, Khánh Hòa                     | |
| Pleiku                       | 1932            | 1976         | Gia Lai                                              | |
| Quảng Đức                    | 1959            | 1976         | Lâm Đồng, Đắk Lắk                                    | |
| Quảng Tín                    | 1962            | 1976         | Đà Nẵng                                              | |
| Quảng Yên                    | 1831            | 1955         | Quảng Ninh, Hải Phòng, Bắc Ninh                      | |
| Rạch Giá                     | 1899            | 1976         | An Giang, Cà Mau                                     | |
| Sa Đéc                       | 1899            | 1976         | Đồng Tháp                                            | |
| TP. Sài Gòn                  |                 | 1931         | Thành phố Hồ Chí Minh                                | |
| Đô thành Sài Gòn             | 1931            | 1976         | Thành phố Hồ Chí Minh                                | Có tên gọi Đặc khu Sài Gòn – Chợ Lớn (1931 – 1956) |
| Sơn Tây                      | 1831            | 1965         | Hà Nội, Phú Thọ, Tuyên Quang                         | |
| Tam Cần                      | 1956            | 1956         | Vĩnh Long                                            | |
| Tân An                       | 1899            | 1956         | Tây Ninh                                             | |
| Tân Bình                     | 1944            | 1945         | Thành phố Hồ Chí Minh                                | |
| Khu tự trị Tây Bắc           | 1955            | 1975         | Điện Biên, Lai Châu, Sơn La, Lào Cai                 | Trong giai đoạn từ 1955 – 1963, khu tự trị có tên Khu tự trị Thái – Mèo, không chia đơn vị hành chính cấp tỉnh, các tỉnh tồn tại trước đó là Sơn La, Lai Châu bị giải thể. Từ năm 1963 được đổi tên thành Khu tự trị Tây Bắc, đồng thời thành lập 3 tỉnh Sơn La, Lai Châu, Nghĩa Lộ trực thuộc khu tự trị. |
| Thủ Biên                     | 1951            | 1961         | Đồng Nai, Thành phố Hồ Chí Minh                      | |
| Thủ Dầu Một                  | 1899            | 1956         | Thành phố Hồ Chí Minh, Đồng Nai                      | |
| Thừa Thiên                   | 1831            | 1975         | Huế, Quảng Trị                                       | |
| Tuyên Đức                    | 1958            | 1976         | Lâm Đồng                                             | |
| Khu tự trị Thái              | trước thế kỷ 17 | 1954         | Lai Châu, Điện Biên, Sơn La, Lào Cai                 | Ban đầu được kiểm soát bởi Xiêm La |
| Khu tự trị Việt Bắc          | 1956            | 1975         | Cao Bằng, Lạng Sơn, Tuyên Quang, Thái Nguyên         | |
| Vĩnh Bình                    | 1956            | 1976         | Vĩnh Long                                            | Do chính quyền Việt Nam Cộng hoà đổi tên từ tỉnh Trà Vinh. Chính quyền cách mạng không công nhận tên gọi tỉnh Vĩnh Bình mà vẫn gọi theo tên cũ là tỉnh Trà Vinh. |
| Đặc khu Vĩnh Linh            | 1954            | 1976         | Quảng Trị                                            | |
| Vĩnh Trà                     | 1951            | 1954         | Vĩnh Long                                            | Tỉnh do chính quyền Việt Nam Dân chủ Cộng hòa thành lập nhưng không được chính quyền Quốc gia Việt Nam và sau này là Việt Nam Cộng hòa công nhận. |
| Vĩnh Yên                     | 1899            | 1950         | Phú Thọ                                              | |
| Vũng Tàu (Cap Saint Jacques) | 1895            | 1976         | Thành phố Hồ Chí Minh                                | Vũng Tàu đã nhiều lần được tách ra thành đơn vị hành chính cấp tỉnh riêng nhưng sau đó lại được nhập trở lại vào tỉnh Bà Rịa / Phước Tuy: - Thành phố tự trị (commune autonome) Cap Saint Jacques, tồn tại từ năm 1895 – 1899 - Tỉnh Cap Saint Jacques, tồn tại từ năm 1929 – 1934 - Tỉnh Vũng Tàu (bao gồm cả huyện Cần Giờ), tồn tại từ năm 1947 – 1952 - Đặc khu Vũng Tàu (hay Thị xã Vũng Tàu), đơn vị hành chính trực thuộc trung ương của Việt Nam Cộng hòa, tồn tại từ năm 1964 – 1975                                          |

## 1977–2007
| Tên tỉnh                   | Năm thành lập | Năm giải thể | Thuộc địa phận ngày nay         | Chú thích |
| -------------------------- | ------------- | ------------ | ------------------------------- | --- |
| Bắc Thái                   | 1965          | 1996         | Thái Nguyên                     | |
| Bình Trị Thiên             | 1975          | 1989         | Quảng Trị, Huế                  | |
| Cao Lạng                   | 1975          | 1978         | Cao Bằng, Lạng Sơn              | |
| Cần Thơ                    | 1899          | 2004         | Cần Thơ                         | |
| Cửu Long                   | 1975          | 1991         | Vĩnh Long                       | Do hợp nhất 2 tỉnh Vĩnh Long và Trà Vinh. Trước đó 2 tỉnh này đã từng hợp nhất thành tỉnh Vĩnh Trà, tồn tại từ năm 1951 – 1954.                                                                     |
| Gia Lai – Kon Tum          | 1975          | 1991         | Gia Lai, Quảng Ngãi             | |
| Hà Bắc                     | 1962          | 1996         | Bắc Ninh                        | |
| Hà Nam Ninh                | 1975          | 1991         | Ninh Bình                       | |
| Hà Sơn Bình                | 1975          | 1991         | Hà Nội, Phú Thọ                 | |
| Hà Tuyên                   | 1975          | 1991         | Tuyên Quang                     | |
| Hải Hưng                   | 1968          | 1996         | Hưng Yên, Hải Phòng             | |
| Hậu Giang                  | 1976          | 1991         | Cần Thơ                         | |
| Hoàng Liên Sơn             | 1975          | 1991         | Lào Cai, Lai Châu               | |
| Minh Hải                   | 1975          | 1996         | Cà Mau                          | Do hợp nhất 2 tỉnh Cà Mau và Bạc Liêu. Khi mới thành lập tỉnh lấy tên là tỉnh Cà Mau – Bạc Liêu, nhưng tên gọi này chỉ tồn tại trong thời gian ngắn.                                                |
| Nam Hà                     | 1965          | 1996         | Ninh Bình                       | |
| Nghệ Tĩnh                  | 1975          | 1991         | Nghệ An, Hà Tĩnh                | |
| Nghĩa Bình                 | 1975          | 1989         | Quảng Ngãi, Gia Lai             | |
| Phú Khánh                  | 1975          | 1989         | Đắk Lắk, Khánh Hòa              | |
| Quảng Nam – Đà Nẵng        | 1975          | 1996         | Đà Nẵng                         | |
| Sông Bé                    | 1976          | 1996         | Thành phố Hồ Chí Minh, Đồng Nai | Do hợp nhất 2 tỉnh Thủ Dầu Một (chính là tỉnh Bình Dương của Việt Nam Cộng hoà) và Bình Phước. Khi mới thành lập tỉnh lấy tên là tỉnh Bình Thủ, nhưng tên gọi này chỉ tồn tại trong thời gian ngắn. |
| Thuận Hải                  | 1975          | 1989         | Khánh Hòa, Lâm Đồng             | |
| Vĩnh Phú                   | 1968          | 1996         | Phú Thọ                         | |
| Đặc khu Quân sự Quảng Ninh | 1979          | 1989         | Quảng Ninh                      | |
| Đặc khu Vũng Tàu – Côn Đảo | 1979          | 1991         | Thành phố Hồ Chí Minh           | |

## 2008–nay
| Tên tỉnh          | Năm thành lập | Năm giải thể | Thuộc địa phận ngày nay | Chú thích |
| ----------------- | ------------- | ------------ | ----------------------- | --- |
| Bà Rịa – Vũng Tàu | 1991          | 2025         | Thành phố Hồ Chí Minh   | |
| Bạc Liêu          | 1900          | 2025         | Cà Mau                  | Trước đây cùng với Cà Mau là tỉnh Minh Hải. |
| Bắc Giang         | 1895          | 2025         | Bắc Ninh                | Trước đây cùng với Bắc Ninh là tỉnh Hà Bắc. |
| Bắc Kạn           | 1900          | 2025         | Thái Nguyên             | Trước đây cùng với Thái Nguyên là tỉnh Bắc Thái. |
| Bến Tre           | 1900          | 2025         | Vĩnh Long               | |
| Bình Dương        | 1956          | 2025         | Thành phố Hồ Chí Minh   | |
| Bình Định         | 1790          | 2025         | Gia Lai                 | Trung tâm hành chính đặt tại tỉnh Bình Định cũ. |
| Bình Phước        | 1997          | 2025         | Đồng Nai                | Do hợp nhất 2 tỉnh Bình Long và Phước Long. |
| Bình Thuận        | 1653          | 2025         | Lâm Đồng                | |
| Đắk Nông          | 2004          | 2025         | Lâm Đồng                | |
| Hà Giang          | 1891          | 2025         | Tuyên Quang             | Trước đây cùng với Tuyên Quang là tỉnh Hà Tuyên. |
| Hà Nam            | 1890          | 2025         | Ninh Bình               | Trước đây cùng với Nam Định, Ninh Bình là tỉnh Hà Nam Ninh. |
| Hà Tây            | 1965          | 2008         | Hà Nội                  | Do hợp nhất 2 tỉnh Hà Đông và Sơn Tây. Năm 1978, một phần tỉnh Hà Tây được sáp nhập vào thành phố Hà Nội. Năm 2008, toàn bộ tỉnh Hà Tây được sáp nhập vào thành phố Hà Nội. |
| Hải Dương         | 1996          | 2025         | Hải Phòng               | |
| Hậu Giang         | 2004          | 2025         | Cần Thơ                 | Chia tách từ tỉnh Cần Thơ cũ. Trước đây cùng với thành phố Cần Thơ và tỉnh Sóc Trăng là tỉnh Hậu Giang cũ.                                                                  |
| Hòa Bình          | 1886          | 2025         | Phú Thọ                 | |
| Kiên Giang        | 1976          | 2025         | An Giang                | Trung tâm hành chính đặt tại tỉnh Kiên Giang cũ. |
| Kon Tum           | 1913          | 2025         | Quảng Ngãi              | |
| Long An           | 1956          | 2025         | Tây Ninh                | Trung tâm hành chính đặt tại tỉnh Long An cũ. |
| Nam Định          | 1832          | 2025         | Ninh Bình               | Trước đây cùng với Hà Nam, Ninh Bình là tỉnh Hà Nam Ninh. |
| Ninh Thuận        | 1992          | 2025         | Khánh Hòa               | |
| Phú Yên           | 1611          | 2025         | Đắk Lắk                 | |
| Quảng Bình        | 1604          | 2025         | Quảng Trị               | Trước đây cùng với Quảng Trị, Huế là tỉnh Bình Trị Thiên. |
| Quảng Nam         | 1471          | 2025         | Đà Nẵng                 | Trước đây cùng với Đà Nẵng là tỉnh Quảng Nam – Đà Nẵng. |
| Sóc Trăng         | 1900          | 2025         | Cần Thơ                 | Trước đây cùng với Cần Thơ, Hậu Giang là tỉnh Hậu Giang cũ. |
| Thái Bình         | 1890          | 2025         | Hưng Yên                | |
| Thừa Thiên Huế    | 1991          | 2025         | Huế                     | Cả tỉnh trở thành thành phố trực thuộc trung ương. |
| Tiền Giang        | 1976          | 2025         | Đồng Tháp               | Trung tâm hành chính đặt tại tỉnh Tiền Giang cũ. |
| Trà Vinh          | 1900          | 2025         | Vĩnh Long               | Trước đây cùng với Vĩnh Long là tỉnh Cửu Long. |
| Vĩnh Phúc         | 1950          | 2025         | Phú Thọ                 | Do hợp nhất 2 tỉnh Vĩnh Yên và Phúc Yên. Trước đây cùng với Phú Thọ là tỉnh Vĩnh Phú.                                                                                       |
| Yên Bái           | 1900          | 2025         | Lào Cai                 | Do hợp nhất 2 tỉnh Yên Bái và Nghĩa Lộ. Trước đây cùng với Lào Cai là tỉnh Hoàng Liên Sơn. Sau sáp nhập trung tâm hành chính đặt tại tỉnh Yên Bái cũ.                       |